# Consumatori (periodico)
Consumatori è un periodico mensile italiano e un portale online rivolto ai soci consumatori di cinque cooperative: Coop Liguria, Nova Coop, Coop Lombardia, Coop Alleanza 3.0 e Coop Reno.

## Storia
Nata a cavallo tra la fine del 1982 e il 1983, la rivista propone servizi e approfondimenti sui temi del consumo sostenibile e del risparmio, sui diritti dei consumatori, su turismo, arte e spettacolo. La redazione racconta anche il percorso dei prodotti a marchio Coop, e di argomenti collegati alla creazione di stili di consumo maggiormente consapevoli e attenti all'ambiente.

## Diffusione
Nel 2020 Consumatori ha una tiratura di circa 8,5 milioni di copie annue e ogni numero arriva in oltre 2 milioni di famiglie in 10 diverse regioni italiane: Liguria, Lombardia Piemonte, Emilia-Romagna, Veneto, Friuli-Venezia Giulia, Marche, Abruzzo, Basilicata e Puglia.

## Linea editoriale
La rivista viene pubblicata in 13 edizioni diverse caratterizzate da un blocco di pagine comuni, presenti in tutte le edizioni, e da pagine dedicate ai differenti territori e alle attività delle singole cooperative. Gli obiettivi della redazione di Consumatori sono, non solo quelli di sostenere l'attività delle cooperative, descrivendo le caratteristiche di qualità e convenienza dei rispettivi prodotti, ma anche di sensibilizzare il pubblico contribuendo alla formazione di consumatori e cittadini sempre più consapevoli, in grado di esercitare i propri diritti e di stimolare un'evoluzione della società verso un futuro più attento all'ambiente e alla sostenibilità, con mercati trasparenti, un'economia rispettosa dei diritti e una riduzione delle disuguaglianze.

## Lo sviluppo sul web
A partire dal 2006 a fianco della versione cartacea, che resta il nucleo centrale intorno al quale ruota l'attività informativa di Consumatori, la rivista è presente anche online con un portale web e e diversi profili social media dedicati.
Nel 2023 la rivista Consumatori ha aggiornato il logo e il sito web.

## Collaborazioni
Nello sviluppo della sua attività editoriale Consumatori ha coinvolto numerosi esperti e importanti volti del mondo dell'informazione e della comunicazione, tra cui:
- Alessandra Farabegoli - docente ed esperta di comunicazione web e social
- Luca Mercalli - presidente della Società meteorologica italiana, scrittore e conduttore televisivo
- Michele Sculati - medico, specialista in scienza dell'alimentazione, dottore di ricerca in sanità pubblica
- Massimo Montanari - saggista, docente di Storia medievale e storia dell'alimentazione all'Università di Bologna
- Ellekappa - vignettista, pubblica i suoi disegni su la Repubblica e altre testate
- Massimo Cirri - conduttore di Caterpillar - Rai Radio 2
- Simona Vinci - scrittrice
- Pierfrancesco Pacoda - critico musicale, giornalista e scrittore